# Lino Bacco
Lino Bacco est un journaliste sportif Italien. De son vrai nom Louis Gaspard Lobianco, il est né au Maroc, à Casablanca, où sa famille est établie depuis plus d’un siècle. Lino a commencé tôt dans la presse sportive, au «Petit Marocain» où officiait une plume célèbre, Daniel Pilard. Il est l’un des cofondateurs de Radiomars lancée en décembre 2009. L’animateur, féru de football et populaire sur les réseaux sociaux, est connu pour son passé sur la chaine de télévision 2M International (Planète Foot et Calcio), il participe aujourd'hui à l'émission vedette de Radiomars, «Mars Attack», diffusée du lundi au vendredi de 7h30 à 9h30, émission qu'il a animé de 2009 à 2017.